# USA:s historia
USA:s historia börjar traditionellt med självständighetsförklaring år 1776, men i området bodde sedan förhistorisk tid indianer och senare europeiska kolonisatörer som följde Christofer Columbus resor med början 1492. De största bosättningarna var engelska på östkusten, med början 1607. Från 1770-talet bestod de tretton kolonierna av 2,5 miljoner välmående människor och hade utvecklat sina egna politiska och juridiska system. Den brittiska regeringens hot mot amerikanskt självstyre ledde till krig 1775 och självständighetsförklaringen 1776. Med stort militärt och ekonomiskt stöd från Frankrike vann patrioterna den amerikanska revolutionen. År 1789 blev konstitutionen grunden för USA:s federala statsmakt och delstatsstyren med krigshjälten George Washington som USA:s första president. Den unga nationen fortsatte att kämpa med statens omfattning och med europeiskt inflytande och skapade de första politiska partierna på 1790-talet, och utkämpade ett andra självständighetskrig år 1812.
Amerikanskt territorium expanderade västerut över kontinenten, avfärdade indianer och Mexiko, och övervann modernizers som ville fördjupa ekonomin snarare än utöka geografin. Slaveriet över afrikaner avskaffades i norr, men tunga internationella efterfrågningar på bomull lät det blomstra i sydstaterna. Valet av Abraham Lincoln 1860, som inte längre krävde en expansion av slaveriet, utlöste en kris då elva slavstater utträdde för att grunda Amerikas konfedererade stater 1861. Det blodiga amerikanska inbördeskriget (1861-1865) omdefinierade nationen och förblev den centrala ikoniska händelsen. Södern besegrades och i rekonstruktionstiden avslutades det amerikanska slaveriet, rättigheter utökades för afroamerikaner och separatistiska delstater återtogs med lojala styren. Den federala statsmakten var mycket starkare och hade nu en formell skyldighet att skydda individer. Rekonstruktionen återställdes av det vita syd som lämnade svarta i en värld av Jim Crow-politisk, social och ekonomisk underlägsenhet. Hela södern förblev fattig medan nord och väst växte snabbt.
Tack vare ett utbrott av entreprenörskap i norr och ankomsten av miljontals immigranter från Europa, blev USA den ledande industriella makten år 1900. Avsky mot korruption, förspill och traditionell politik stimulerade den progressiva rörelsen 1890-1920-talet, vilket drev på reformer inom industri och politik och införande av kvinnlig rösträtt och förbud av alkohol (det senare upphävdes 1933) i konstitutionen. USA var från början neutrala i första världskriget men förklarade krig mot Tyskland 1917 och finansierade de allierades seger. Nationen vägrade följa president Woodrow Wilsons ledning och gick aldrig med i Nationernas förbund. Efter ett blomstrande decennium på 1920-talet markerade Wall Street-kraschen 1929 starten på den tioåriga världsomspännande stora depressionen. En politisk omläggning uteslöt republikanerna från makten och installerade demokraten Franklin D. Roosevelt och hans utarbetade och dyra New Deal-program för lättnader, återhämtning och reformer. Roosevelts demokratiska koalition, som bestod av etniciteter i norr, fackföreningar, storstadsmaskiner, intellektuella och det vita syd, dominerade nationspolitiken till 1960-talet.
Efter den japanska attacken mot Pearl Harbor i december 1941 trädde USA in i andra världskriget tillsammans med de allierade och hjälpte besegra Nazityskland i Europa och med detonationen av nyuppfunna atombomben, Kejsardömet Japan i Asien och Stillahavsområdet.
Sovjetunionen och USA utkom som motsatta supermakter efter kriget och började kalla kriget och konfronterade indirekt i en kapprustning och rymdkapplöpning och intervention i Europa och östra Asien. Liberalism avspeglades i medborgarrättsrörelsen och opposition mot kriget i Vietnam var som störst under 1960-70-talet innan de gav vika till konservatism i början av 1980-talet. Det kalla kriget slutade när Sovjetunionen upplöstes år 1991, vilket fick USA:s ekonomi att frodas i den blomstrande informationsåldern som fick en skjuts, åtminstone delvis, av informationsteknik. Internationella konflikter och ekonomisk osäkerhet förstärktes år 2001 genom 11 september-attackerna och det efterföljande kriget mot terrorismen och sena 2000-talets lågkonjunktur.

## Förcolumbiansk tid
Det är inte definitivt känt hur eller när de infödda amerikanerna först bosatte Amerika och dagens USA. Den rådande teorin föreslår att människor utvandrat från Eurasien över Beringia, en landbrygga som förband Sibirien med dagens Alaska och sedan spred sig söderut över hela Amerika. Denna migration kan ha påbörjats så tidigt som 30 000 år sedan och fortsatte fram till cirka 10 000 år sedan, när landbryggan blev nedsänkt i den stigande havsytan på grund av slutet på den senaste istiden. Dessa tidiga invånare, som kallas paleoamerikaner, spred sig snart i många hundra kulturellt distinkta folkslag och stammar.
Den förcolumbianska tiden innehåller alla tidstypiska underavdelningar av Amerikas historia och förhistoria före uppkomsten av betydande europeiska influenser på de amerikanska kontinenterna, som spänner över tiden för den ursprungliga bosättningen under senpaleolitiska perioden till den europeiska kolonisationen under den tidigmoderna tiden. Tekniskt sett med hänvisning till tiden före Christofer Columbus resor 1492-1504, ingår termen i praktiken vanligtvis i historien om de amerikanska inhemska kulturerna tills de erövrades eller väsentligt påverkades av européer, även om detta hände tiotals eller hundratals år efter Columbus första landstigning.

## Koloniala epoken

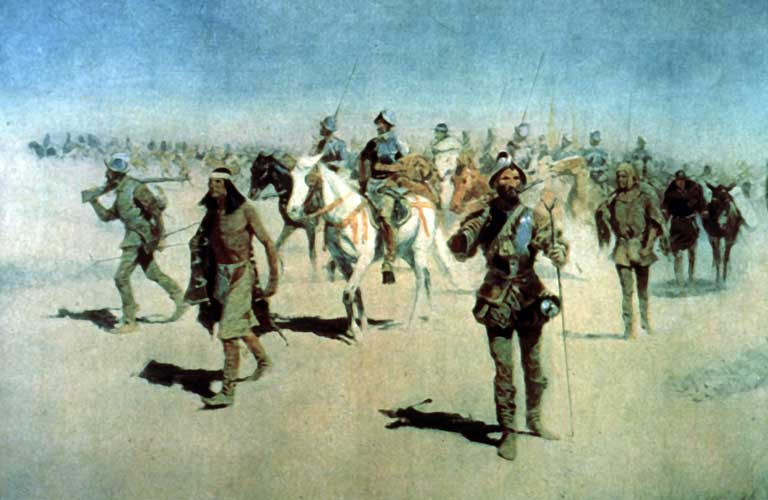
Den spanske conquistadoren Coronado utforskade delar av sydvästra USA mellan 1540 och 1542.

Efter en period av utforskning av människor från olika europeiska länder etablerades spanska, holländska, engelska, franska, svenska, ryska och portugisiska bosättningar. På 1500-talet förde européerna hästar, katter, nötkreatur och svin till Amerika och i sin tur tog tillbaka majs, kalkon, potatis, tobak, bönor och squash till Europa. Sjukdomsmiljön var mycket ohälsosam för upptäcktsresande och tidiga bosättare. Indianerna blev utsatta för nya sjukdomar som smittkoppor och mässling och dog i mycket stort antal, vanligtvis innan storskalig europeisk bosättning påbörjades.

### Spansk, holländsk och fransk kolonisering

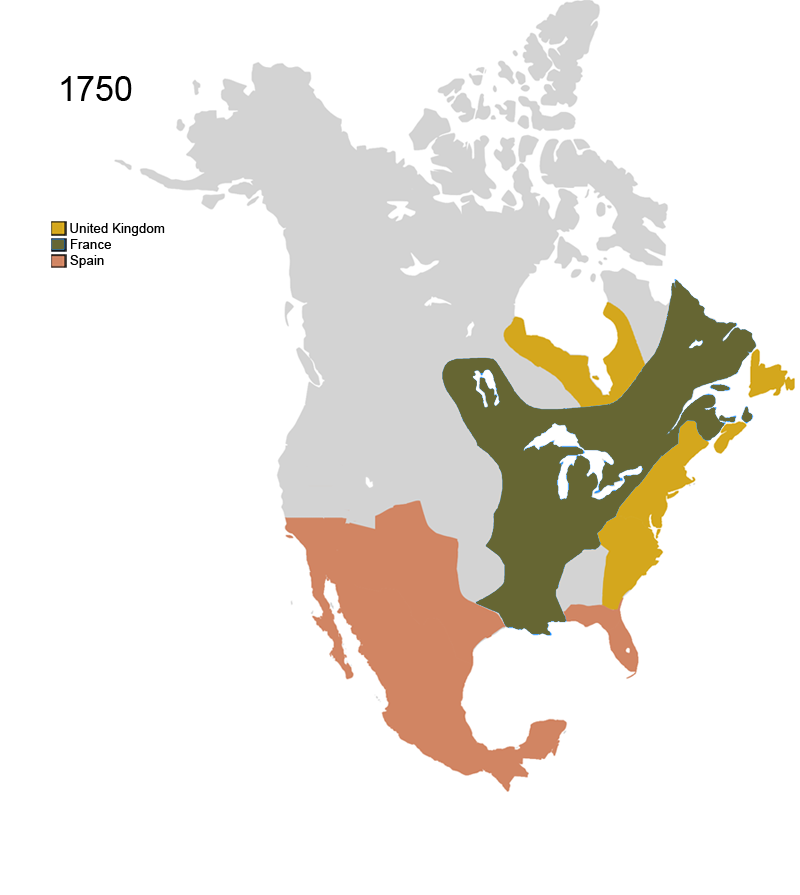
Europeiska territoriella anspråk i Nordamerika, ca. 1750:
Frankrike
Kungariket Storbritannien
Spanien

Spanska upptäcktsresande var de andra européerna (Leif Eriksson var den första) att anlända till det som nu är USA med Christofer Columbus andra expedition, som nådde Puerto Rico den 19 november 1493. Andra nådde Florida 1513. Spanska expeditioner nådde snabbt Appalacherna, Mississippifloden, Grand Canyon och Great Plains. År 1540 genomförde Hernando de Soto en omfattande utforskning av sydväst. Samma år utforskade Francisco Vázquez de Coronado från Arizona till centrala Kansas. Spanjorerna skickade några bosättare, vilket skapade den första permanenta europeiska bosättningen i kontinentala USA vid St. Augustine, Florida år 1565, men den lockade få permanenta bosättare. Mycket större och viktigare spanska bosättningar inkluderar Santa Fe, Albuquerque, San Antonio, Tucson, San Diego, Los Angeles, Santa Barbara och San Francisco.
Nya Nederländerna var under 1600-talet den holländska kolonin centrerad i New York och Hudson River Valley, där pälshandel föregick med indianerna i norr och var ett hinder för Yankee-expansionen från New England. Holländarna var kalvinister som byggde Reformed Church in America men de var toleranta mot andra religioner och kulturer. Kolonin togs över av Storbritannien 1664. Det lämnade ett bestående arv i det amerikanska kulturella och politiska livet, inklusive en sekulär vidsynthet och merkantil pragmatism i staden, en lantlig traditionalism på landsbygden kännetecknad av berättelsen om Rip Van Winkle, och politiker som Martin Van Buren, Theodore Roosevelt, Franklin D. Roosevelt och Eleanor Roosevelt.
Nya Frankrike var det område som koloniserades av Frankrike från 1534 till 1763. Det fanns få permanenta bosättare utanför Québec och Akadien men Wabanakikonfederationen blev militärt allierade med Nya Frankrike genom de fyra fransk-indianska krigen med de brittiska kolonierna som var allierade med Irokeskonfederationen. Under fransk-indianska kriget stred New England framgångsrikt mot Akadien och britterna förflyttade akadier från Akadien (Nova Scotia) och ersatte dem med New England Planters. Så småningom flyttade några akadier till Louisiana där de utvecklade en distinkt Cajun-kultur som än idag existerar. De blev amerikanska medborgare 1803 genom Louisianaköpet. Andra franska byar längs Mississippi- och Illinoisfloden absorberades när amerikanerna började anlända efter 1770.

### Brittisk kolonisering

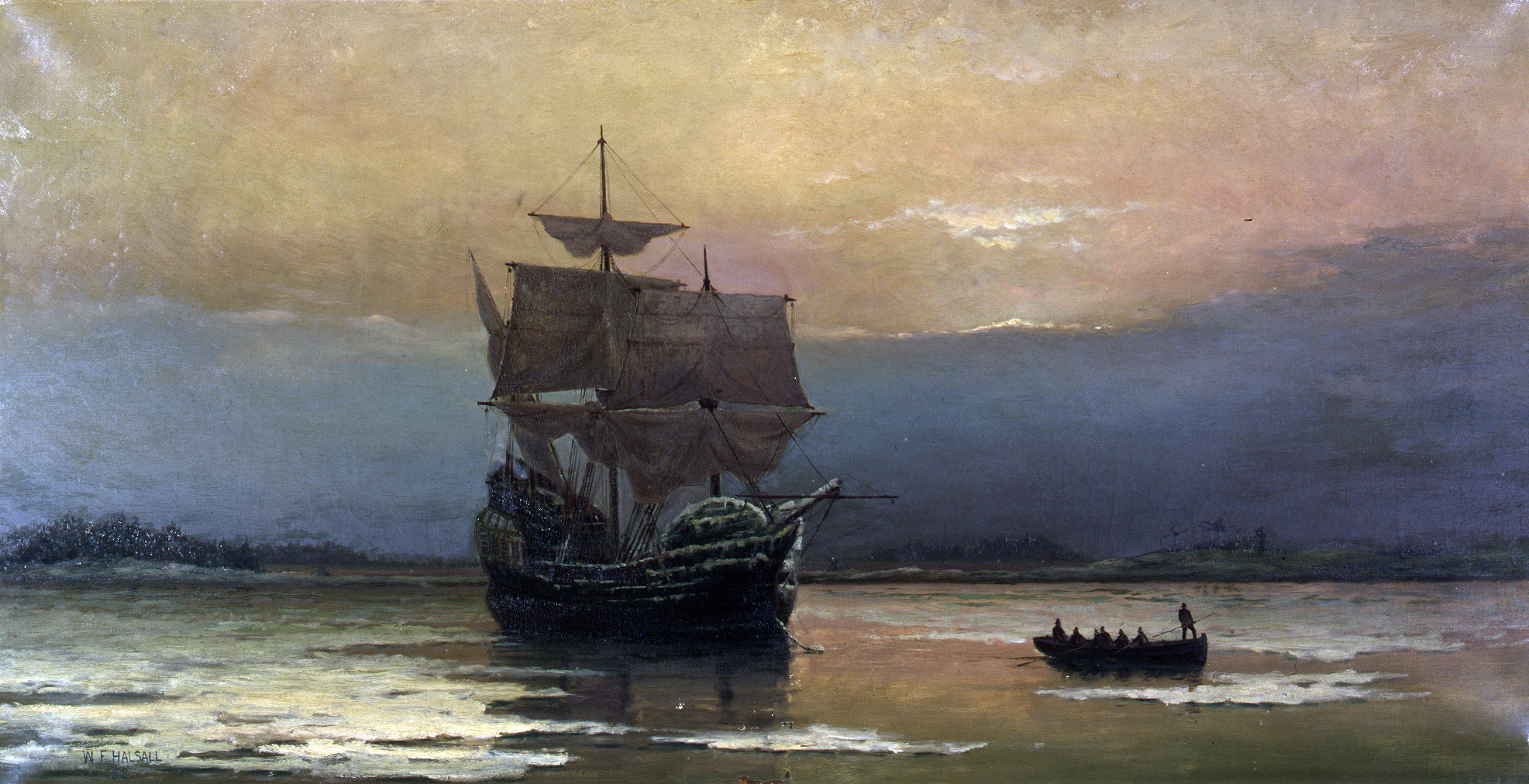
Mayflower, som transporterade pilgrimer till den nya världen. Under den första vintern i Plymouth dog ungefär hälften av pilgrimerna.

Landremsan längs den östra havskusten bosattes främst av engelska nybyggare under 1600-talet tillsammans med ett mycket mindre antal holländare och svenskar. Koloniala Amerika definierades av en allvarlig brist på arbetskraft som använde former av tvångsarbete som slaveri och kontraktstjänare och genom en brittisk politik av godartad försummelse (salutary neglect) som tillät utvecklingen av en amerikansk anda som skiljde sig från sina europeiska grundare. Över hälften av alla europeiska invandrare till koloniala Amerika kom som kontraktstjänare.
Den första lyckade engelska kolonin grundades 1607 på Jamesfloden vid Jamestown. Den försmäktade i decennier tills en ny våg av nybyggare kom i slutet av 1600-talet och etablerade kommersiella jordbruk baserat på tobak. Mellan det sena 1610-talet och revolutionen transporterade britterna uppskattningsvis 50 000 fångar till sina amerikanska kolonier. Ett exempel på konflikten mellan indianer och engelska bosättare var Powhatanupproret i Virginia 1622, där indianer hade dödat hundratals engelska nybyggare. Den största konflikten mellan indianer och engelska nybyggare under 1600-talet var under Kung Philips krig i New England, även om Yamaseekriget kan ha varit blodigare.

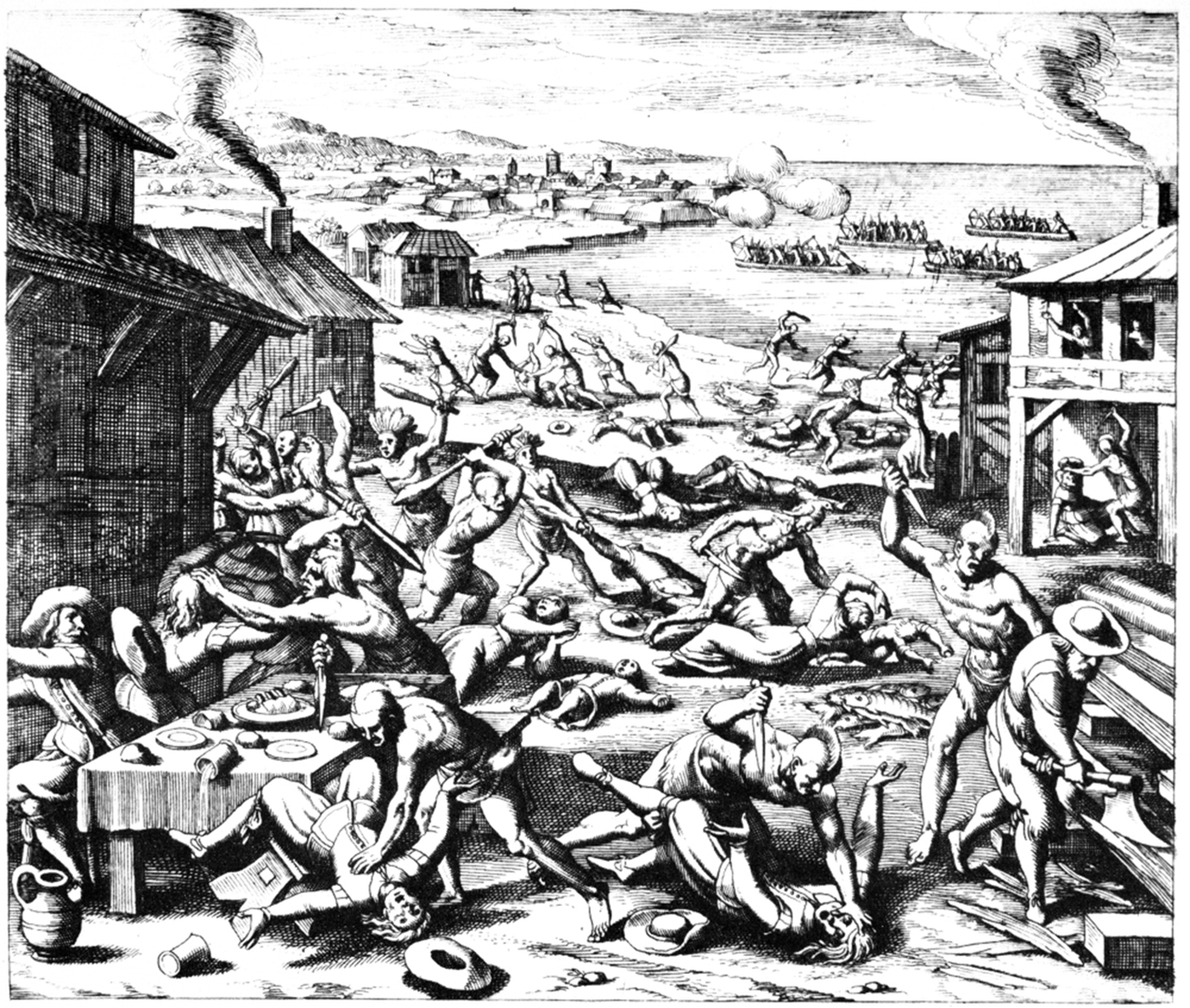
Massakern av bosättare 1622. Massakern bidrog till att engelska kolonister i söder såg alla indianer som fiender.

New England bosattes ursprungligen främst av puritaner som etablerade Massachusetts Bay-kolonin 1630, även om det fanns en liten tidigare bosättning 1620 med en liknande grupp, pilgrimer, vid Plymouthkolonin. Mellankolonierna, som bestod av dagens delstater New York, New Jersey, Pennsylvania och Delaware, kännetecknades av en hög grad av mångfald. Det första försöket till en engelsk bosättning söder om Virginia var Carolina-provinsen. Georgiakolonin, som den sista av de tretton kolonierna, etablerades 1733.
Kolonierna präglades av religiös mångfald, med många kongregationalister i New England, tyska och holländska reformerade i mellankolonierna, katoliker i Maryland och skotsk-irländska presbyterianer längst gränsen. Många kungliga tjänstemän och köpmän var anglikaner.
Religion expanderade kraftigt efter första stora väckelsen, en religiös väckelserörelse på 1740-talet under ledning av predikanter som Jonathan Edwards. Amerikanska evangelikaler påverkade av väckelsen lade till en ny betoning på gudomliga utgjutelser av Den Helige Ande och omvandlingar som inskärpte en intensiv kärlek till Gud inom nya troende. Väckelser inkapslade dessa kännetecken och vidarebefordrade den nyinrättade evangelikalismen i den tidiga republiken som bäddade för andra stora väckelsen med början i slutet av 1790-talet.
Var och en av de tretton amerikanska kolonierna var olika, men vanligtvis styrdes en koloni av en guvernör utsedd från London som kontrollerade den verkställande administrationen och förlitade sig på en lokalt vald legislatur för att rösta om skatter och stifta lagar. Under 1700-talet växte de amerikanska kolonierna mycket snabbt på grund av goda leveranser av mark och mat samt låga dödstal. De var rikare än de flesta delar av Storbritannien och lockade en jämn ström av immigranter, särskilt tonåringar som kom som kontraktstjänare. Tobak och risplantager importerade svarta slavar från de brittiska kolonierna i Västindien och på 1770-talet bestod de av en femtedel av den amerikanska befolkningen. Frågan om självständighet från Storbritannien uppstod inte så länge kolonierna hade behov av brittiskt militärt stöd mot fransmän och spanjorer. Dessa hot försvann 1765. London betraktade de amerikanska kolonierna som existerade enbart till förmån för moderlandet, en politik som kallas merkantilism.

### Politisk integration och självständighet

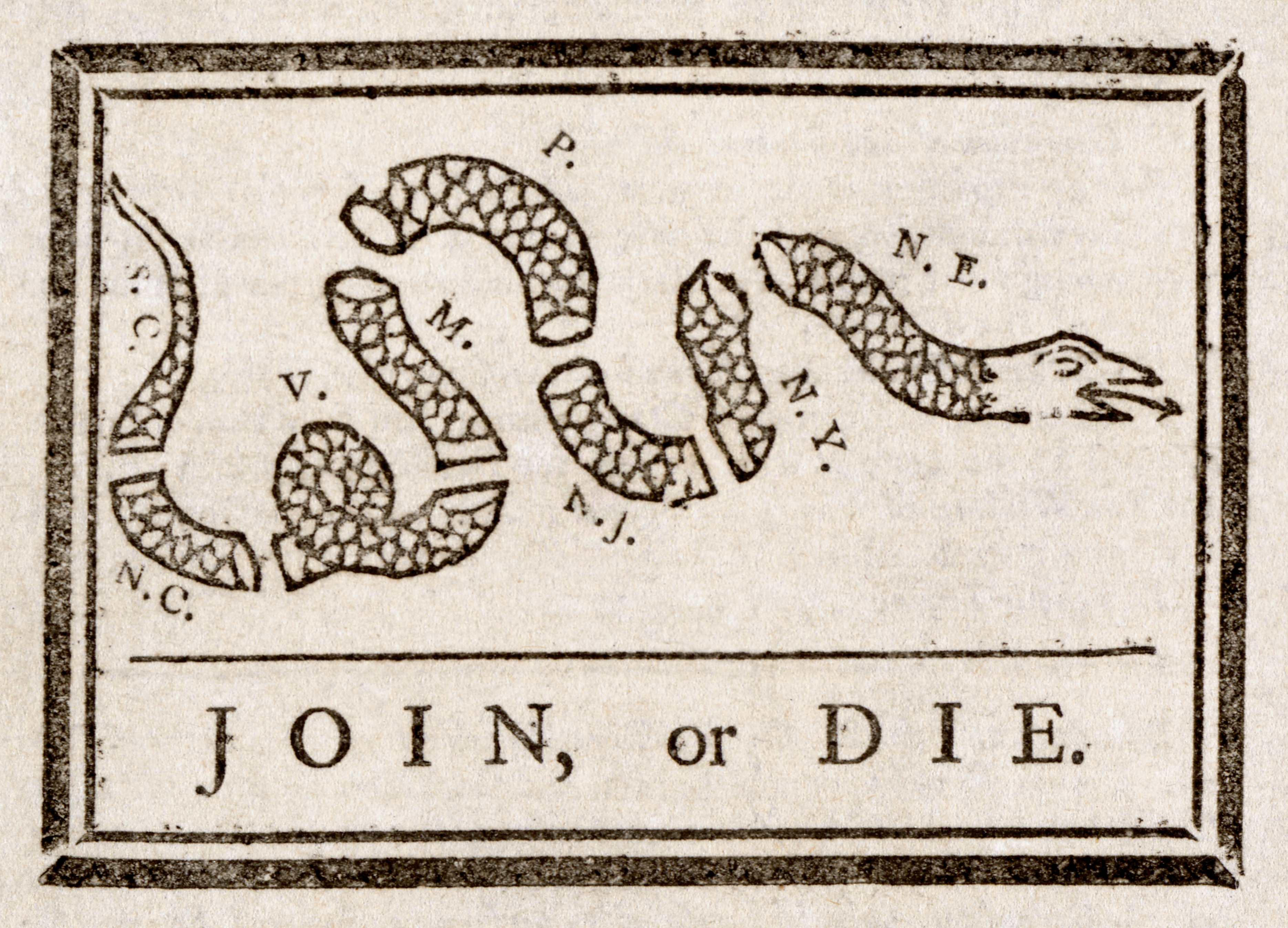
Join, or Die: Denna politiska teckning från 1756 av Benjamin Franklin uppmanade kolonierna att gå samman under det fransk-indianska kriget.

Fransk-indianska kriget (1754-1763) var en vattendelare i den politiska utvecklingen av kolonierna. Inverkan av de viktigaste konkurrenterna till den brittiska kronan i kolonierna och Kanada, fransmännen och de nordamerikanska indianerna, reducerades betydligt. Dessutom resulterade krigsinsatsen i större politisk integration av kolonierna, vilket symboliserades av Benjamin Franklins uppmaning till kolonierna att "Gå med eller dö" (Join or Die). Franklin var en man med många uppfinningar och hans största uppfinning var begreppet Amerikas förenta stater, som uppstod efter 1765 och realiserades i juli 1776.
Efter Storbritanniens förvärv av det franska territoriet i Nordamerika, utfärdade kung Georg III den kungliga proklamationen 1763 med målet att organisera de nya nordamerikanska imperiet och stabilisera relationerna med indianerna. Under påföljande år utvecklades påfrestningar i förhållandet mellan kolonisterna och kronan. Brittiska parlamentet godkände 1765 års stämpellag om införande av en skatt på kolonierna att betala för trupper stationerade i Nordamerika efter brittiska segern i sjuårskriget.
Den brittiska regeringen införde en rad nya skatter på kolonierna utan att gå via de koloniala lagstiftande församlingarna. Frågan drogs: hade parlamentet rätt att beskatta amerikaner som inte var representerade i den. Man skanderade "Ingen beskattning utan representation," och vägrade betala skatterna allteftersom spänningarna eskalerade i slutet av 1760-talet och början av 1770-talet.

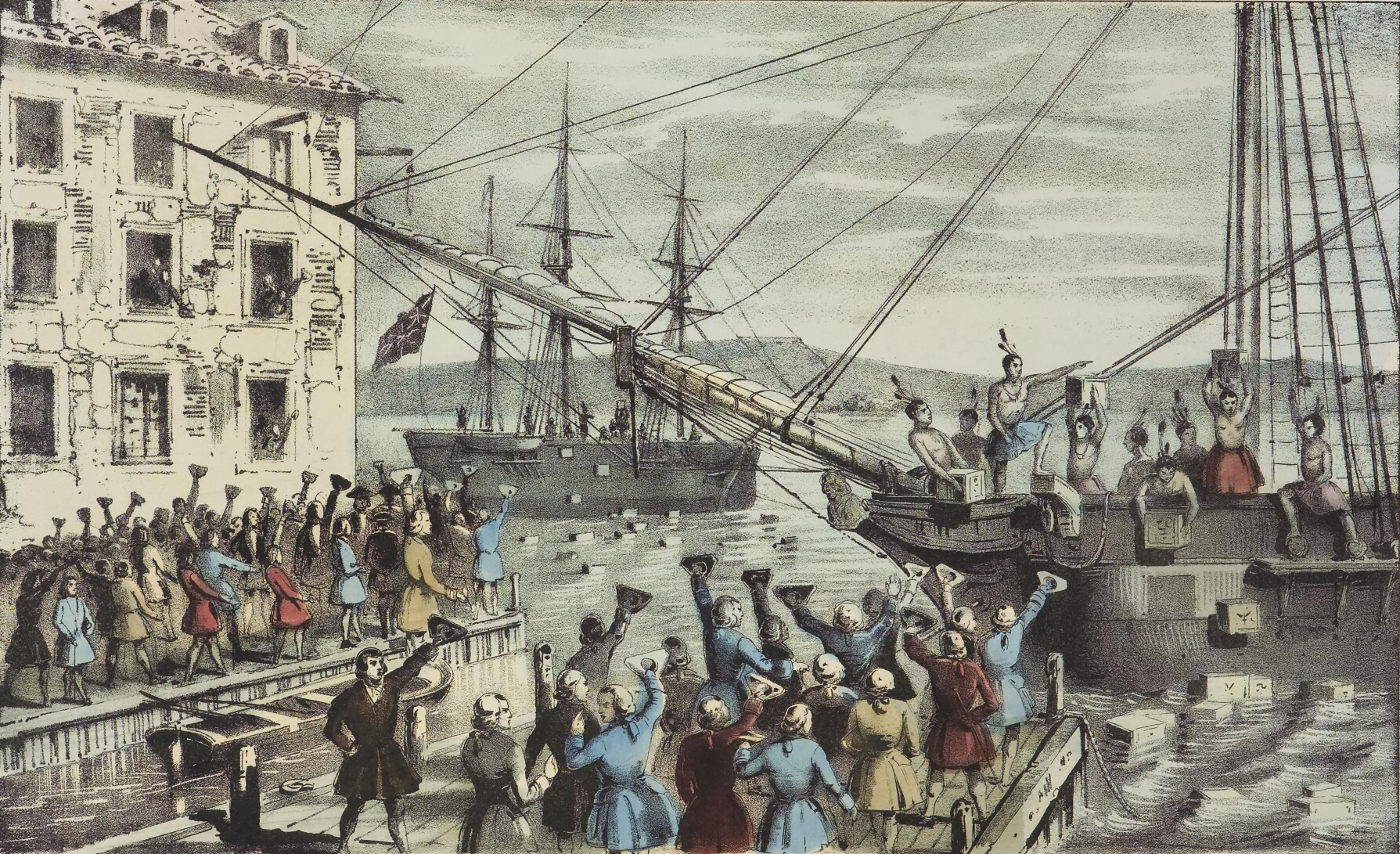
Målning från 1846 över Tebjudningen i Boston 1773.

Tebjudningen i Boston 1773 var en direkt åtgärd från nybyggare i staden Boston för att protestera mot de skatter som togs ut av den brittiska regeringen. Parlamentet svarade året efter med Intolerable Acts, som utlöste ilska och motstånd i alla tretton kolonier. Patrioter sammankallade första kontinentala kongressen för att samordna sitt motstånd mot Intolerable Acts. Kongressen uppmanade till en bojkott av brittiska handeln, publicerade en förteckningen över rättigheter och klagomål samt en petition till kungen för upprättelse av dessa klagomål.
Kongressen sammankallade också ett möte om deras petition inte stoppade verkställandet av Intolerable Acts. Deras vädjan till kronan hade ingen effekt och så sammankallades andra kontinentala kongressen 1775 för att organisera försvaret av kolonierna i början av amerikanska revolutionskriget.

## Bildandet av Amerikas förenta stater (1776-1789)
De tretton kolonierna påbörjade en revolt mot det brittiska styret 1775 och proklamerade sin självständighet år 1776 som Amerikas förenta stater. I amerikanska revolutionskriget (1775-1783) säkrades nordost genom den amerikanska erövringen av den brittiska invasionsarmén vid Saratoga 1777 och uppmuntrade fransmännen att sluta en militär allians med Förenta staterna. Frankrike tog in Spanien och Nederländerna vilket balanserade de militära styrkorna på båda sidorna då Storbritannien inte hade några allierade. General George Washington (1732-1799) visade sig vara en utmärkt organisatör och administratör, som framgångsrikt arbetat med kongressen och delstatsguvernörer, valde och rådgav sina högre officerare, stödde och utbildade sina trupper samt upprätthöll en idealistisk republikansk armé. Hans största utmaning var logistiken, eftersom varken kongressen eller delstaterna hade resurser att tillhandahålla tillräckligt med utrustning, ammunition, kläder, lönecheckar eller till och med livsmedelsförsörjning till soldaterna.

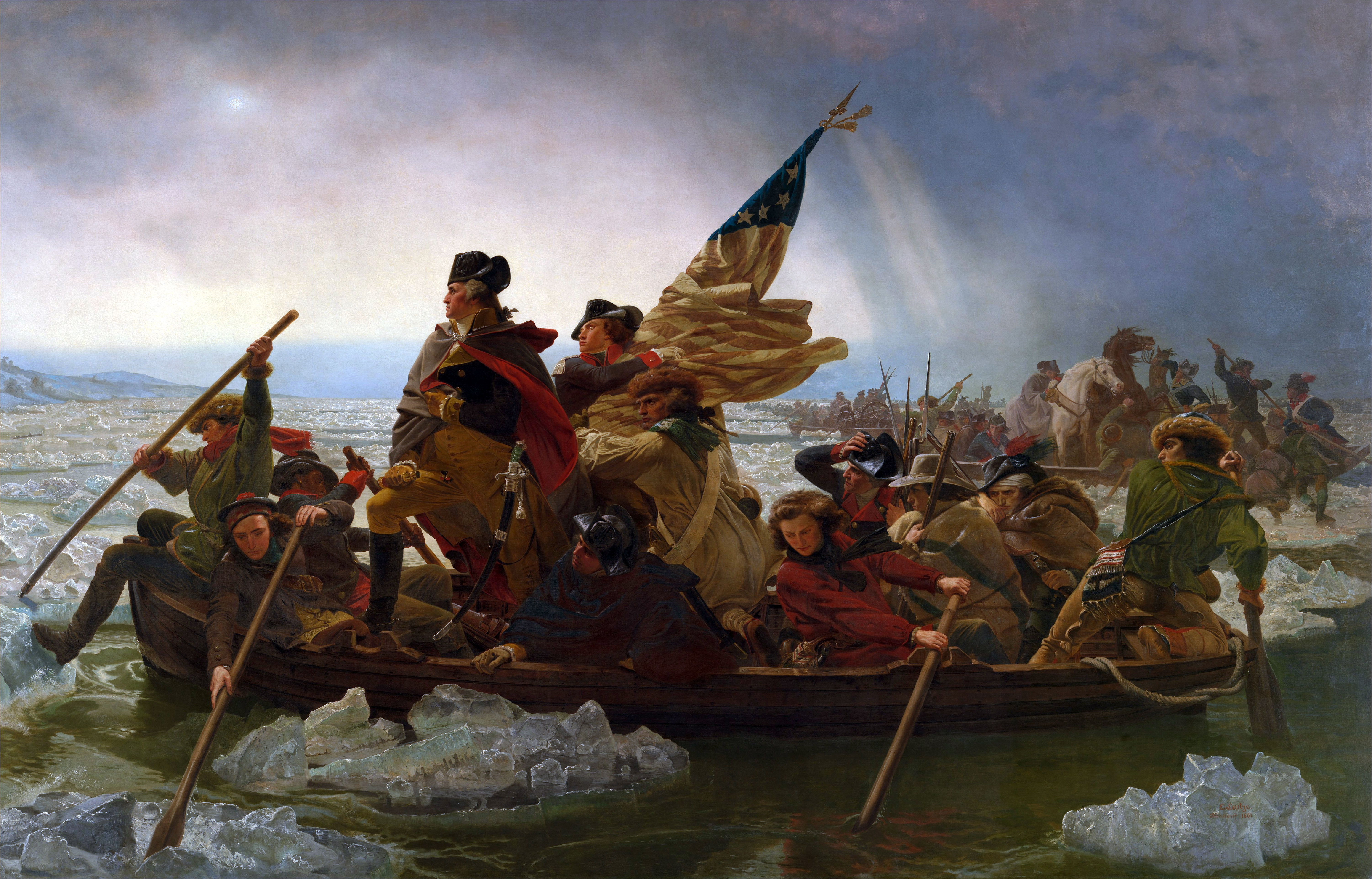
Emanuel Leutzes Washington korsar Delaware (1851).

Som slagfältstaktiker var Washington ofta utmanövrerad av hans brittiska motsvarigheter. Som strateg hade han en bättre uppfattning om hur man vinner krig än de gjorde. Britterna skickade fyra invasionsarméer. Washingtons strategi tvingade den första armén ut ur Boston 1776 och var ansvarig för överlämnandet av den andra och tredje arméerna vid Saratoga (1777) och Yorktown (1781). Han begränsade brittisk kontroll till New York och några ställen samtidigt som han höll patriotisk kontroll över den stora majoriteten av befolkningen. Lojalisterna, vilka britterna räknat mycket med, bestod av cirka 20% av befolkningen men var aldrig väl organiserade. Då kriget avslutades såg Washington stolt på när den sista brittiska armén tyst seglade ut ur New York i november 1783. Washington förvånade världen när han, i stället för att gripa makten för sig själv, pensionerade sig och drog sig tillbaka till sin farm i Virginia. Statsvetaren Seymour Martin Lipset påpekade att "Förenta staterna var den första stora kolonin som framgångsrikt gjort uppror mot kolonialmakten. I denna mening var det den första 'nya nationen'."

John Trumbull målning Declaration of Independence (1819).

Den 4 juli 1776 förklarade den andra kontinentala kongressen, som sammanträdde i Philadelphia, "Amerikas förenta stater" självständigt i självständighetsförklaringen. Den 4 juli firas som nationens födelsedag. Den nya nationen grundades på upplysningstidens ideal av liberalism i vad som Thomas Jefferson kallade omistliga rätten till "liv, frihet och strävan efter lycka" och är hängiven starkt till republikanska principer. Republikanism betonar att folket är suveränt (inte ärftliga kungar), kräver medborgerlig plikt, fruktar korruption och avvisar all aristokrati.
På 1780-talet kunde den unga nationalstaten lösa frågan om de västra territorierna, som överläts av delstaterna till kongressen och blev territorier. Med migreringen av bosättare till nordväst blev de snart delstater. Nationalister oroade sig att den nya nationen var för ömtålig för att klara ett internationellt krig, eller ens interna revolter såsom Shays uppror i Massachusetts 1786. Nationalister, de flesta krigsveteraner, organiserades i varje delstat och övertygade kongressen om att sammankalla konstitutionella konventet år 1787. Delegaterna från varje delstat skrev en ny konstitution som skapade en mycket mer kraftfull och effektivt federal statsmakt, en med en stark president och beskattningsrätt. Den nya federala statsmakten reflekterade de rådande republikanska garantiidealen för individens frihet och begränsad statsmakt genom ett system av maktdelning. Även om vissa delegater hade hoppats på att avskaffa slaveriet, förhandlade delegater från södern fram ett skydd av den internationella slavhandeln på 20 år. Dessutom skulle tre femtedelar av slavbefolkningen räknas mot varje delstats totala befolkning i syfte för kongressen fördelning. Då slaveriet expanderade i södern under de följande decennierna ökade denna bestämmelse söderns representanters politiska makt i kongressen.
För att mildra anti-federalisterna som fruktade en alltför kraftfull nationell centralmakt antogs Bill of Rights år 1791. Den omfattar de första tio ändringsförslagen i konstitutionen och garanterar det individuella friheterna såsom yttrandefrihet och religionsfrihet, rättegångar och förklarade att den federala statsmakten har begränsade rättigheter, medan folket och delstaterna hade reserverade rättigheter (som inte har specificerats).

### Civilreligion
Den amerikanska revolutionen var den huvudsakliga källan till icke-konfessionell amerikansk civilreligion som format patriotism sedan dess. Det skapade en Moses-liknande ledare (George Washington), profeter (Thomas Jefferson, Thomas Paine) och martyrer (Bostonmassakern, Nathan Hale), liksom djävlar (Benedict Arnold), heliga platser (Valley Forge), ritualer (resningen av Liberty Tree), flaggor (Betsy Ross-flaggan), helig helgdag (4 juli) och en helig skrift (självständighetsförklaringen, konstitutionen och Bill of Rights).

## Västra gränslandet
De amerikanska kolonierna och den nya nationens befolkning och yta växte mycket snabbt allteftersom pionjärer sköt bosättningsgränsen västerut. Processen avslutades slutligen runt 1890-1910 när de sista stora jordbruksområdena och rancherna bosattes. Indianstammar gjorde på vissa platser motstånd men de var överväldigade av bosättare och armén och efter 1830 flyttades de till indianreservat i väster. Den mycket inflytelserika "Frontier Thesis" hävdade att gränsen formade den nationella karaktären, med sin djärvhet, våld, innovation, individualism och demokrati.
Nya historiker har betonat gränsens mångkulturella karaktär. Enorm populär uppmärksamhet i media fokuserade på "vilda västern" under andra halvan av 1800-talet. Enligt definitionen av Hine och Faragher, "gränsens historia berättar historien om skapandet och försvaret av samhällen, användningen av marken, utvecklingen av marknader och bildandet av stater". De förklarar: "Det är en berättelse om erövring, men också en om överlevnad, uthållighet och sammanslagning av folkslag och kulturer som skapade fortsatt liv i Amerika."
Genom krig och fred, upprättandet av lag och ordning, byggande av gårdar, rancher och städer, märkning av stigar och grävandet av gruvor samt den stora immigrationen av utlänningar, så expanderade USA från kust till kust och uppfyllde drömmarna i Manifest Destiny, om USA:s oavvisliga plikt att lägga under sig hela Nordamerika vilket dock inte gjordes förrän efter Amerikanska Inbördeskriget. Eftersom den amerikanska gränsen gick till historien tog myterna om väst i fiktion och film fast tag i amerikanernas fantasi. Amerika är exempellös i att välja sin ikoniska självbild. "Ingen annan nation", sade David Murdoch, "har tagit tid och plats från sitt förflutna och producerat en fantasikonstruktion lika med USA:s skapelse i väst".

## Världskrigen och depressionen
USA drogs in i första världskriget efter sänkningen av RMS Lusitania och Zimmermanntelegrammet och de bidrog till att vända kriget till de allierades fördel. Efter kriget började förbudstiden 1919 som innebar att tillverkning, transport, import, export och försäljning av alkoholhaltiga drycker förbjuds. Men detta gjorde att den organiserade brottsligheten tog över alkoholhanteringen. Gangstrar som bland andra Al Capone gjorde stora inkomster och byggde ett stort imperium i Chicago. Den 5 december 1933 var det slut på förbudstiden och den därmed förbundna kriminaliteten.
Den stora depressionen började med den stora Wall Street-kraschen i New York i oktober 1929. Länder runt om i hela världen drabbades. Arbetslösheten och hemlösheten ökade. 1932 införde president Franklin D. Roosevelt sitt reformprogram som kallades The New Deal. Detta fick fart på ekonomin men arbetslösheten fortsatte att vara hög.
I maj 1940 när Nazitysklands blixtkrig körde över Danmark, Norge, Luxemburg, Belgien och Nederländerna svängde den amerikanska opinionen mot tyskarna och Roosevelt var fast besluten att försvara Storbritannien. Men det fanns stort motstånd inom landet mot att gå med i ett onödigt krig. Men den 7 december 1941, utan föregående krigsförklaring, attackerades den amerikanska flottbasen Pearl Harbor av japanerna och amerikanerna gick med i kriget på de allierades sida.
Amerikanerna slogs framförallt mot japanerna i Stillahavskriget och efter inledande förluster kunde man med hjälp av sin enorma industrikapacitet ta över kriget till sjöss. Efter att amerikanerna erövrat Marianerna sommaren 1944 förfogade man nu över flygbaser som möjliggjorde flygangrepp i stor skala. Japan var nu i princip besegrat men befälhavarna vägrade att kapitulera. Under vintern och våren 1945 utsattes de japanska öarna för en jättelik bomboffensiv riktad mot japanska industrier och städer. Värsta angreppet utsattes Tokyo för 9-10 mars som bombades med brandbomber varvid 100 000 människor (enligt vissa källor betydligt fler) omkom i den brandstorm som följde.
I samband med Jaltakonferensen som ägde rum i februari 1945 hade Stalin gått med på att gå med i kriget mot Japan tre månader efter att Tyskland kapitulerat. President Harry S. Truman som efterträtt den avlidne Franklin D. Roosevelt ville helst avsluta kriget innan ryssarna hann ingripa och gav klarteckan för att sätta in atombomber mot Japan. Världens första angrepp med kärnvapen skedde på morgonen (lokal tid) den 6 augusti 1945 när atombomben "Little Boy" fälldes över Hiroshima från B-29:an "Enola Gay". Tre dagar senare fälldes den andra bomben "Fat Man" över Nagasaki. (Se även: Atombomberna över Hiroshima och Nagasaki). Atombomberna i kombination med den sovjetiska krigsförklaringen gjorde att de mer "sansade" krafterna inom den japanska statsledningen fick övertaget. Kejsaren Hirohito spelade här en viktig roll och 15 augusti kapitulerade Japan. Andra världskriget avslutades definitivt den 2 september då den japanska kapitulationen undertecknades på slagskeppet USS Missouri inför Douglas MacArthur.

## 1989–nutid
År 1991 anföll USA med allierade Irak för första gången under Kuwaitkriget, Saddam Hussein besegras men avsätts ej. Under 1991 föll även Sovjetunionen i bitar, och det stod därmed klart att USA var världens enda supermakt. 1990-talet var annars en ganska lugn period i USA:s historia och man ägnade sig främst åt att bevaka sina oljeintressen.
År 2001 skedde terrorattentatet mot USA och World Trade Center, de så kallade 11 september-attackerna. Båda tornen kollapsar efter att kapade flygplan styrt in i dem. USA:s president förklarade krig emot terrorismen och börjar attackera vad de ansåg vara terrorister världen över. Afghanistan 2001- och Irak 2003- är länder som USA invaderat i jakten på terrorister. Kritiker hävdar att Irak endast blev attackerat på grund av dess stora oljetillgångar och för att ta upp det krig mot Irak, som Bushs far aldrig klarade av.